# 유고슬라비아의 행정 구역
유고슬라비아의 행정 구역은 74년 동안 다양하게 존재하였다.

## 유고슬라비아 왕국
유고슬라비아 왕국(처음에는 세르브인 크로아트인 슬로벤인 왕국으로 알려짐)의 행정 구역은 세 가지 형태로 연속적으로 존재하였다. 1918년부터 1922년까지 유고슬라비아 왕국은 제1차 세계대전 이전 국가들의 행정 구역을 유지하였다. 1922년에는 33개의 주(또는 지방)으로 나뉘었고, 1929년에는 9개의 바나테("바나테"는 세르보크로아트어로 바노비나(banovina)이다.)로 구성된 새로운 제도가 시행되었다.

### 유고슬라비아 이전 행정 구역 (1918년~1922년)

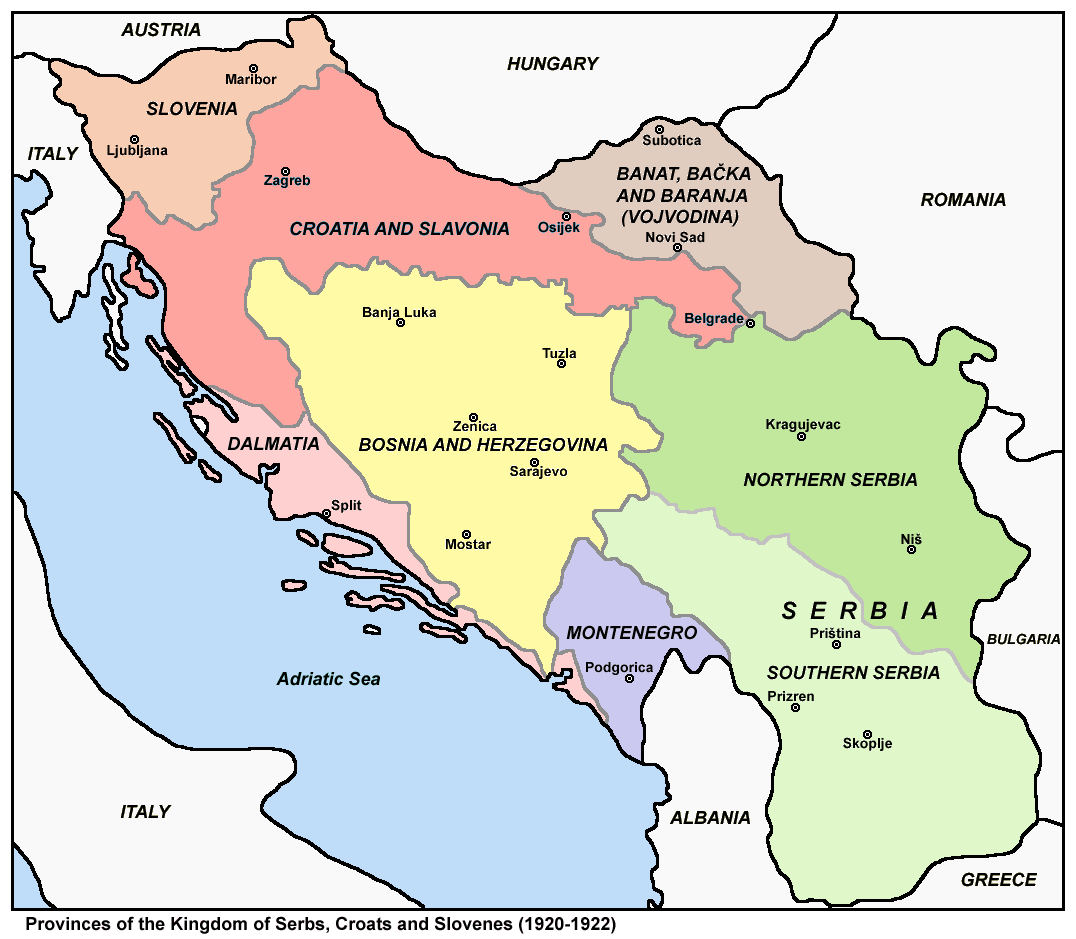
세르브인 크로아트인 슬로벤인 왕국의 지방 (1918년~1922년)

오스트리아-헝가리에서의 크로아티아-슬라보니아 왕국의 군은 1922년까지 남았었다.

1918년부터 1922년까지 세르브인 크로아트인 슬로벤인 왕국은 제1차 세계대전 이전의 오스트리아-헝가리와 독립국이었던 세르비아 왕국과 몬테네그로 왕국의 행정 구역으로 나뉘었다.
1. 슬로베니아
2. 크로아티아 슬라보니아
3. 달마티아
4. 보스니아 헤르체고비나
5. 바나트 바치카 바라냐
6. 세르비아
  1. 북세르비아
  2. 남세르비아
7. 몬테네그로

이들은 구와 군으로 나뉘었다:
1. 안드리예비차구 (구 몬테네그로)
2. 바냐루카구 (구 오스트리아-헝가리)
3. 바르구 (구 몬테네그로)
4. 베오그라드구 (구 세르비아)
5. 베라네구 (구 몬테네그로)
6. 비하치구 (구 오스트리아-헝가리)
7. 비옐로폴레구 (구 몬테네그로)
8. 벨로바르군 (벨로바르-크리제브치군; 구 오스트리아-헝가리)
9. 비톨라구 (구 세르비아)
10. 차차크구 (구 세르비아)
11. 체티네구 (구 몬테네그로)
12. 추프리야구 (모라바구; 구 세르비아)
13. 두브로브니크군 (구 오스트리아-헝가리)
14. 고르니밀라노바츠구 (루드니차구; 구 세르비아)
15. 고스피치군 (리카-크르바바군; 구 오스트리아-헝가리)
16. 카바다르치구 (티크베시구; 구 세르비아)
17. 콜라신구 (구 몬테네그로)
18. 코소브스카미트로비차구 (즈베찬구; 구 세르비아)
19. 코토르군 (구 오스트리아-헝가리)
20. 크라구예바츠구 (구 세르비아)
21. 크루셰바츠구 (구 세르비아)
22. 쿠마노보구 (구 세르비아)
23. 류블랴나군 (구 오스트리아-헝가리)
24. 마리보르군 (구 오스트리아-헝가리)
25. 모스타르구 (구 오스트리아-헝가리)
26. 네고틴구 (크라이나구; 구 세르비아)
27. 닉시치구 (구 몬테네그로)
28. 니시구 (구 세르비아)
29. 노비파자르구 (라슈카구; 구 세르비아)
30. 노비사드구 (구 오스트리아-헝가리)
31. 오굴린군 (모드루스-리예카군; 구 오스트리아-헝가리)
32. 오흐리드구 (구 세르비아)
33. 오시예크군 (구 오스트리아-헝가리)
34. 페치구 (메토히야구; 구 몬테네그로)
35. 피로트구 (구 세르비아)
36. 플레블라구 (구 몬테네그로)
37. 포드고리차구 (구 몬테네그로)
38. 포자레바츠구 (구 세르비아)
39. 포제가군 (구 오스트리아-헝가리)
40. 프리예폴레구 (구 세르비아)
41. 프리슈티나구 (코소보구; 구 세르비아)
42. 프리즈렌구 (구 세르비아)
43. 프로쿠플레구 (토플리차구; 구 세르비아)
44. 샤바츠구 (포드리네; 구 세르비아)
45. 사라예보구 (구 오스트리아-헝가리)
46. 시베니크군 (구 오스트리아-헝가리)
47. 스코페구 (구 세르비아)
48. 스메데레보구 (구 세르비아)
49. 스플리트군 (구 오스트리아-헝가리)
50. 슈티프구 (District of Bregalnica; 구 세르비아)
51. 테토보구 (구 세르비아)
52. 트라브니크구 (구 오스트리아-헝가리)
53. 투즐라구 (구 오스트리아-헝가리)
54. 우지체구 (구 세르비아와 북몬테네그로)
55. 발레보구 (구 세르비아)
56. 바라주딘군 (구 오스트리아-헝가리)
57. 벨리키베치케레크구 (구 오스트리아-헝가리)
58. 브라네구 (구 세르비아)
59. 부코바르군 (시르미아군; 구 오스트리아-헝가리)
60. 자그레브군 (구 오스트리아-헝가리)
61. 자예차르구 (구 세르비아)

### 주 (오블라스트; 1922년~1929년)

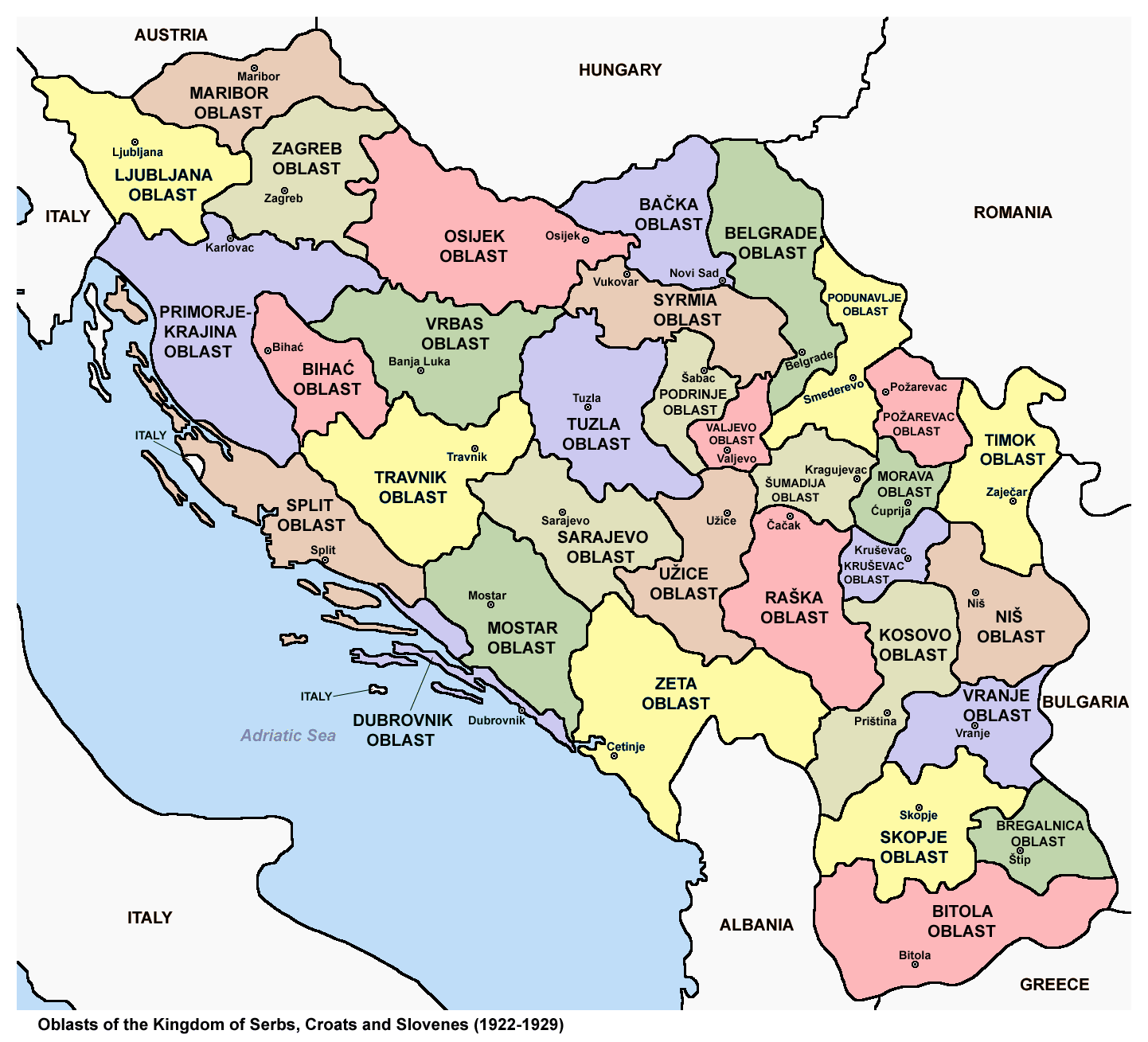
세르브인 크로아트인 슬로벤인 왕국의 주

1921년 비도브단 헌법에 따라 세르브인 크로아트인 슬로벤인 왕국이 단일 국가로 형성되었고, 1922년 중앙에서 통치하는 33개의 새로운 주(오블라스트, oblasts)이 도입되었다. 이는 이전의 행정 구역과 아무련 관계가 없었고, 유고슬라비아주의, 국가주의, 다문화주의를 장려하려는 목적으로 어떠한 민족적, 국가적 명칭도 부여받지 않았다. 대신 주로 강, 지역, 도시의 명칭을 따서 명명되었다. 주의 형성 당시부터 일부 지역에서는 인기가 없었고, 이로 인해 바나테가 생겨났다.
1. 바냐루카주 (브르바스주)
2. 베오그라드주
3. 비하치주
4. 비톨라주
5. 챠차크주 (라슈카주)
6. 체티네주(제타주)
7. 추프리야주
8. 두브로브니크주
9. 카를로바츠주(프리모르스코-크라이나주)
10. 크라구예바츠주(슈마디야주)
11. 크루셰바츠주
12. 류블랴나주
13. 마리보르주
14. 모스타르주
15. 니시주
16. 노비사드주 (바치카주)
17. 오시예크주
18. 포자레바츠주
19. 프리슈티나주 (코소보주)
20. 샤바츠주 (포드리네주)
21. 사라예보주
22. 스코페주
23. 스메데레보주(포두나블레주)
24. 스플리트주
25. 슈티프주
26. 트라브니크주
27. 투즐라주
28. 우지체주(즐라티보르주?)
29. 발레보주
30. 브라네주
31. 부코바르주 (시르미아주)
32. 자그레브주
33. 자예차르주(티모크주)

### 바나테 (바노비나; 1929년~1941년)

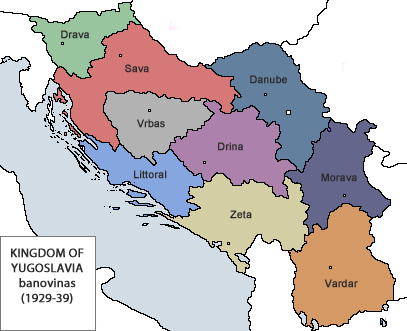
1929년과 1939년 동안 유고슬라비아 왕국의 바나테(바노비나)

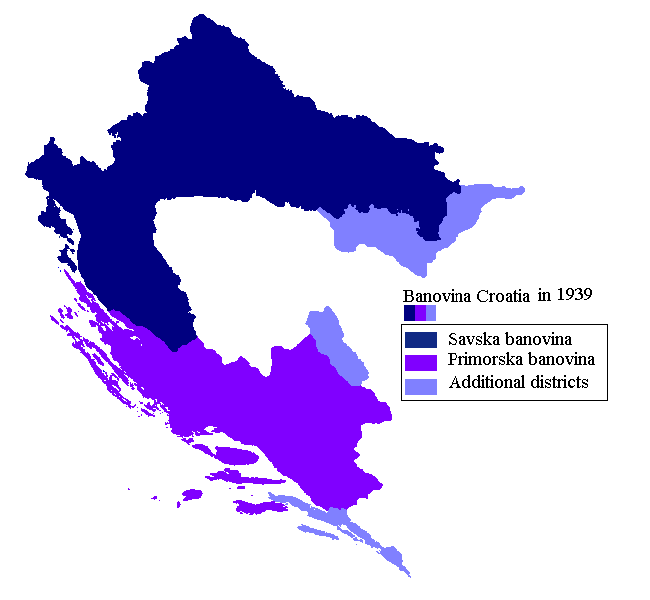
1939년 크로아티아 바노비나를 수립함으로써, 정권은 유고슬라비아에서 크로아티아 문제를 해결하고자 하였다.

1929년부터 왕국은 바노비나(banovina)라 불리는 9개의 새로운 지방 또는 바나테로 나뉘었다. 바노비나의 경계는 민족 간의 경계나 제1차 세계대전 이전의 제국 국경과 일치하지 않도록 의도적으로 그어졌다. 연안 바노비나를 제외하고는 주요 강의 이름을 따서 명명되었다. 1931년에 새로운 유고슬라비아 헌법이 제정되면서 경계가 약간 변경되었다. 바나테(바노비나)는 다음과 같다:
1. 다뉴브 바노비나 (Dunavska banovina), 수도: 노비사드
2. 드라바 바노비나 (Dravska banovina), 수도: 류블랴나
3. 드리나 바노비나 (Drinska banovina), 수도: 사라예보
4. 연안 바노비나 (Primorska banovina), 수도: 스플리트
5. 모라바 바노비나 (Moravska banovina), 수도: 니시
6. 사바 바노비나 (Sava Banovina), 수도: 자그레브
7. 바르다르 바노비나 (Vardarska banovina), 수도: 스코페
8. 브르바스 바노비나 (Vrbaska banovina), 수도: 바냐루카
9. 제타 바노비나 (Zetska banovina), 수도: 체티네

베오그라드시는 제문, 판체보와 함께 주변 다뉴브 바노비나와는 독립된 행정 구역이기도 하였다.

#### 크로아티아 바노비나 (1939년~1941년)
츠베트코비치-마체크 협정에 따라 크로아티아인 정치인들의 의견을 수용하여 1939년 연안, 사바 바노비나와 크로아티아계 주민이 대다수를 차지하는 드리나, 댜뉴브, 브르바스, 제타 바노비나의 일부 영토를 합병하여 크로아티아 바노비나(Banovina Hrvatska)가 결성되었다. 사바 바노비나와 마찬가지로 수도는 자그레브로, 나라에서 두 번째로 큰 도시였다.

## 제2차 세계대전

### 괴뢰국 (1941년~1945년)

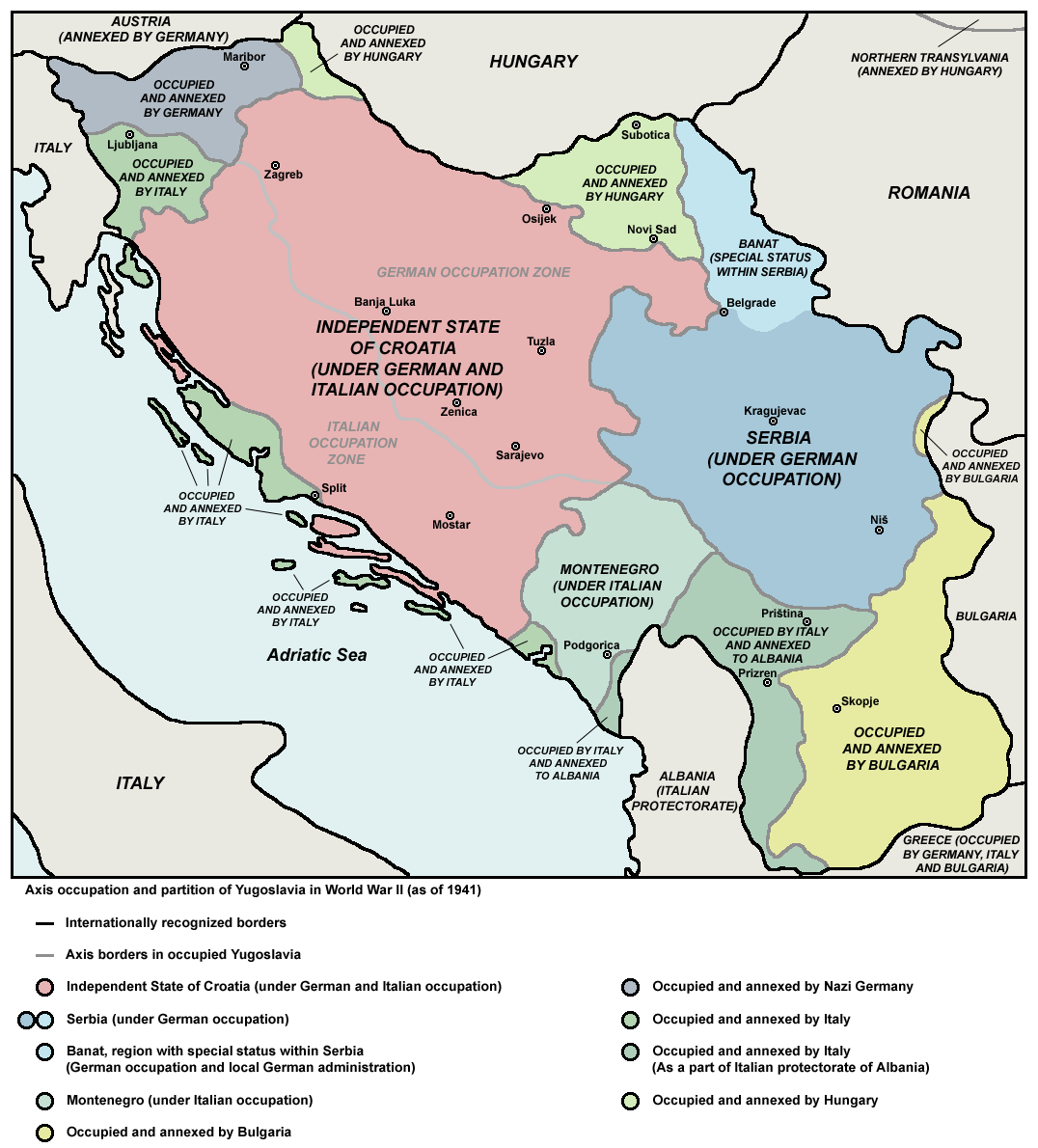
제2차 세계대전 동안 추축국의 점령과 유고슬라비아의 분할

제2차 세계 대전 동안 유고슬라비아 왕국은 추축국에 의해 점령되고 분할되어 3개의 추축국의 괴뢰국으로 나뉘었다.
- 크로아티아 독립국
- 이탈리아령 몬테네그로 (이후 독일령 몬테네그로 )
- 세르비아 군정청 (독일계 자치령인 바나트 포함)

유고슬라비아 왕국의 다른 지역은 독일, 이탈리아, 헝가리, 불가리아, 알바니아의 추축국 군대가 점령하였다.

## 유고슬라비아 사회주의 연방공화국

### 공화국과 자치주 (1945년~1992년)

유고슬라비아 사회주의 연방공화국의 공화국과 자치주

유고슬라비아 사회주의 연방공화국은 6개의 공화국과 2개의 자치주로 나뉘었다.
- 세르비아 (보이보디나 및 코소보 자치주 포함)
- 크로아티아
- 보스니아 헤르체고비나
- 마케도니아
- 슬로베니아
- 몬테네그로

연방주체는 다시 도시와 스레즈로 나뉘었고, 스레즈는 여러 지방자치체로 구성되었다. 1955년에 스레즈 수준 단위가 폐지되었고, 도시와 지방자치체만이 그대로 유지되었다. 각 공화국은 자체 법률에 따라 행정 및 영토 구역을 조직할 자유가 있었으며, 자체 결정에 따라 지역 단위를 수립, 합병 또는 폐지할 수 있었다.

#### 세르비아 사회주의 공화국

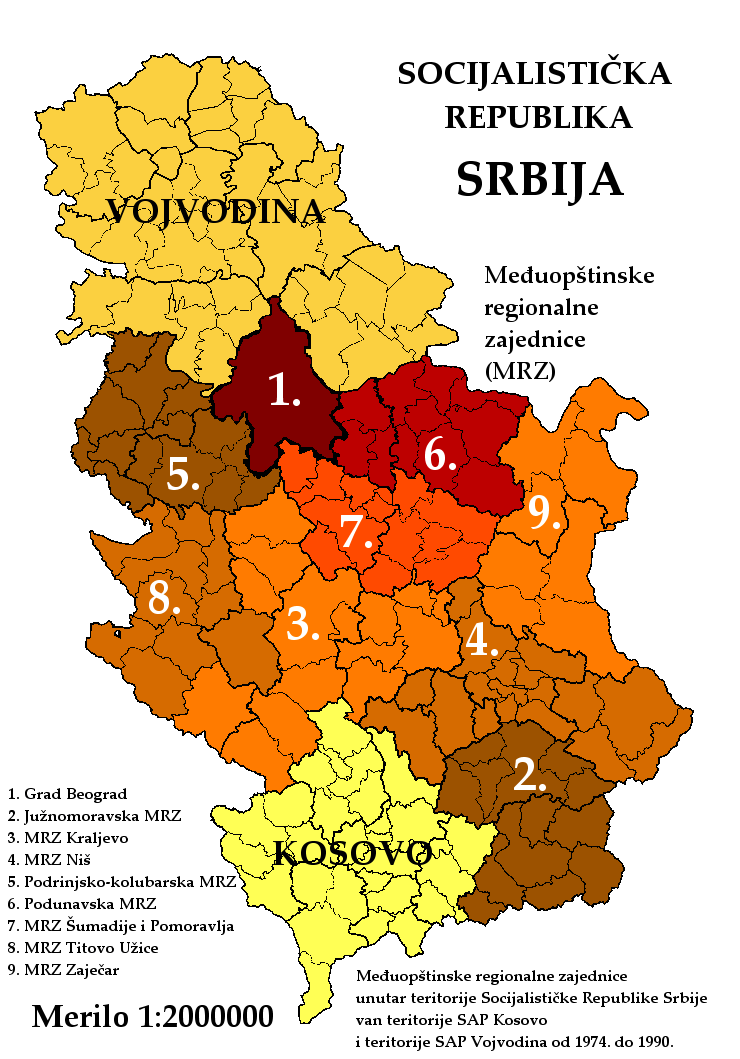
1974년과 1990년 동안 중앙세르비아의 지방자치체 간 지역 공동체.

1945년 9월 1일, 세르비아 사회주의 공화국에서는 제2차 세계대전 이후 최초의 세르비아의 행정 구역에 관한 법룰이 통과되었다. 1946년 인민 위원회에 관한 법률은 정착지(마을 이나 소마을), 더 넓은 스레즈의 일부인 도시, 스레즈 지위를 가진 도시, 오크루그, 오바스트 등 행정 및 기술 기능 단위를 모두 갖춘 복잡한 지방 행정 시스템을 도입하였다. 1946년 법률에서는 지방자치체를 언급하지 않고 대신 지역 인민 위원회/단위를 주요 조직 구조로 언급하였다.
1949년 새로운 법률의 도입과 함께 최초의 제도 개혁이 시행되었으며, 오크루그는 1947년에 이미 폐지되었고 오블라스트는 1951년에 폐지되었다. 1952년 인민 위원회에 관한 일반법은 2,206개의 지방자치체, 47개의 도시 지방자치체, 7개의 도시 및 126개의 스레즈를 포함하여, 세르비아의 행정 조직의 주요 단위로 지방자치체와 스레즈를 재도입하였다. 1955년 새로운 법률 조항에 따라 지방자치체의 중요성이 증가하였지만, 지방자치체의 수 증가는 중단되었고 737개의 지방자치체와 42개의 스레즈로 감소하였다. 1963년 유고슬라비아 헌법은 지방자치체를 헌법, 관련 법률 및 지방 법률에 의해 정의된 권리를 가진 기본적인 사회정치적 공동체로 정의하였다.
1974년 유고슬라비아 헌법은 지방자치체가 공동의 이익을 위해 특정 권리와 의무를 위임하는 지방자치체 간 지역 공동체에 가입할 것을 요구하였으며, 세르비아 연방 단위에서 지방자치체 간 지역 공동체 수준으로 특정 책임을 이양할 수 있는 법적 선택권을 제공하도록 요구하였다. 베오그라드시에는 특별 헌법 조항이 부여되었다. 보이보디나, 코소보 자치주(자치 정부를 조직함)와 베오그라드시를 제외하고, 중앙세르비아는 98개의 지방자치체를 갖춘 8개의 지방자치체 간 지역 공동체로 나뉘었다. 이 8개 지역 공동체는 니시(15개 지방자치체 포함), 크랄레보(15개 지자체 포함), 포드린스코콜루바르스카(14개 지자체 포함), 남모라비아(13개 지자체 포함), 수마디야 포모라블레(12개 지자체 포함), 포두나블레(11개 지자체 포함), 티토보우지체(10개 지자체 포함), 자예차르(8개 지자체 포함)였다.

#### 크로아티아 사회주의 공화국

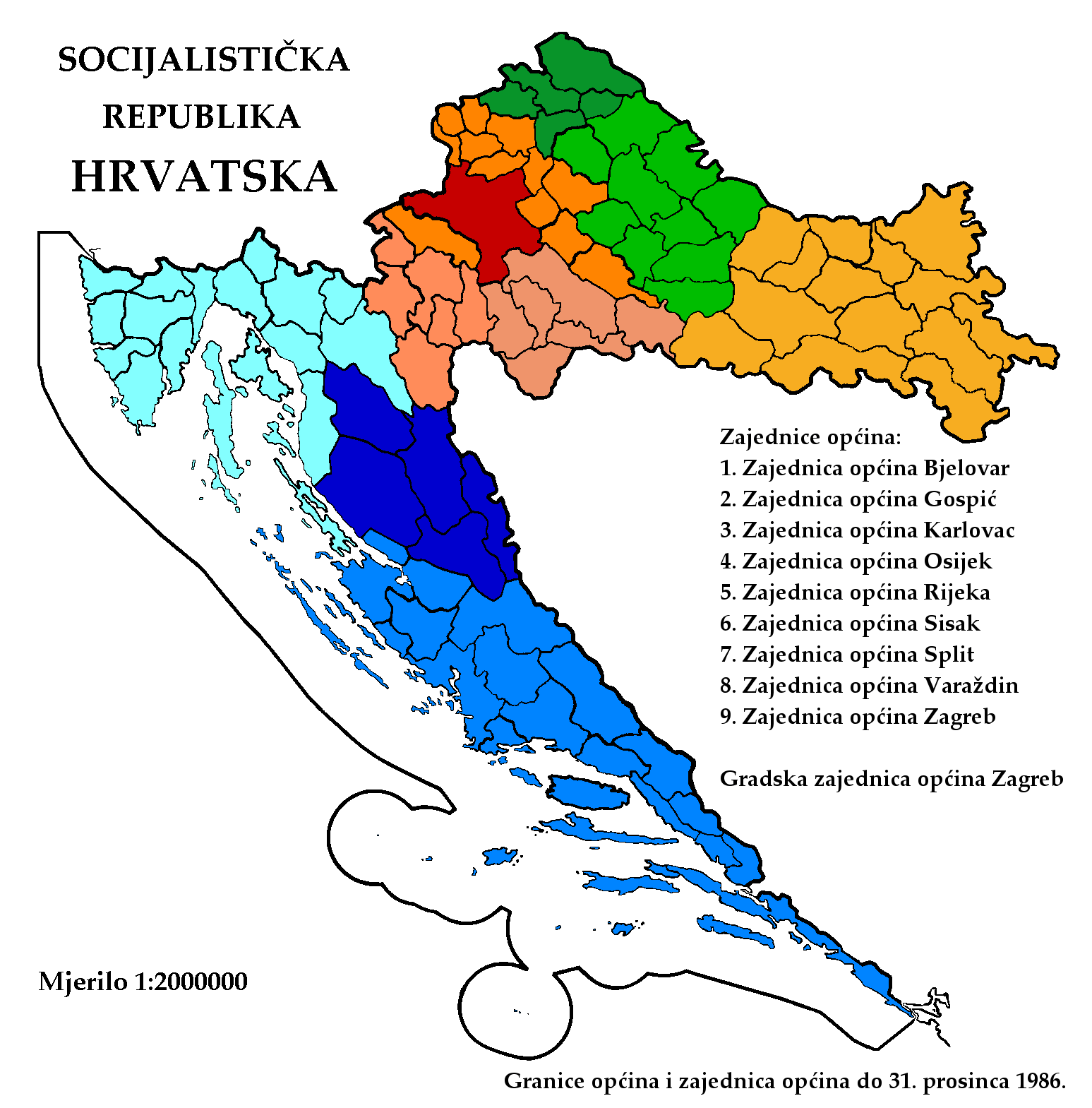
1974년과 1986년 동안 크로아티아 사회주의 공화국의 지방자치체 공동체 (색상으로 구분).

크로아티아 사회주의 공화국에서는 스레즈 수준 단위를 코타르라고 불렀다. 사회주의 시대는 행정 조직에 있어서 수많은 개혁과 변화가 일어난 시기였다. 1947년 법률에 따라 크로아티아는 81개의 코타르, 18개의 도시, 2278개의 지역 인민 위원회/단위로 나뉘었다. 1949년, 공화국은 6개의 주(벨로바르, 오시예크, 카를로바츠, 리예카, 스플리트, 자그레브)로 나뉘었고, 이 중 자그레브주 1951년까지 유지되었다.
1952년, 코타르 및 도시와 함께 지방자치체(옵치나)가 재도입되었다. 1955년, 공화국이 299개의 지방자치체와 27개의 코타르로 분리되면서 대대적인 개혁이 이루어졌다(이전 737개의 지방자치체와 96개의 코타르에서 감소). 그 후 몇 년 동안 지방자치체의 수는 더욱 감소하여 1963년에는 111개가 되었다. 코타르는 1967년에 폐지되었고, 1974년의 새로운 공화국 헌법은 지방자치체가 지방자치체 공동체에 가입할 것을 요구하였으며, 1988년에는 가입이 자율화되었다. 첫 번째 다당제 선거 이후 공식적인 독립을 앞두고, 행정 구역은 크로아티아 독립 전쟁으로 이어지는 중요한 이슈로 변질되었다. 1990년 헌법은 크닌 자치 코타르와 글리나 자치 코타르에 주를 도입하고 코타르를 공식적으로(실제로는 시행되지 않음) 재도입하였다. 새로운 주는 1992년에야 효과적으로 정의되고 도입되었다.

#### 보스니아 헤르체고비나 사회주의 공화국
1942년 2월, 유고슬라비아 파르티잔 최고사령부는 자유 영토 내 민족 해방 위원회의 구성, 조직 및 업무에 관한 최초의 규정인 포차 규정을 도입하여 지역 민족 해방 위원회를 유권자가 자유롭게 직접 선출할 수 있는 인민 정부의 임시 기관으로 정의하였다. 최초의 위원회는 1942년 보산스카크라이나와 동부 보스니아에서 결성되었으며, 그 수는 911개의 마을, 131개의 지방자치체, 19개의 스레즈, 1개의 주(헤르체고비나)로 증가하였다. 1944년 산스키모스트에서 열린 제2차 회의에서 보스니아 헤르체고비나 민족해방을 위한 반파시스트 국가평의회는 지역 민족 해방 위원회의 선거를 규제하고 이를 "연방 보스니아 헤르체고비나 인민 정부의 기초"로 정의하였다.
제2차 세계대전 직후 보스니아 헤르체고비나의 행정 단위는 마을, 도시 거주지, 도시 지역, 도시, 스레즈, 오크루그였다. 1946년 보스니아 헤르체고비나 사회주의 공화국은 7개의 오크루그, 1개의 오크루그급 도시, 78개의 스레즈, 9개의 스레즈급 도시, 1293개의 지역 인민 위원회로 나뉘었다(1947년과 1948년 동안 그 수가 감소). 1949년과 1950년 동안 공화국은 4개의 주(투즐라, 사라예보, 모스타르, 바냐루카), 67개의 스레즈, 14개의 도시(스레즈에 속하지 않음), 26개의 마을(스레즈에 속함), 880개의 지역 인민 위원회로 나뉘었다. 1951년, 첫 번째 범주의 주가 폐지되었다. 1953년과 1955년(지방자치체와 스레즈에 관한 새로운 법률이 도입된 해) 동안 880개의 지역 인민 위원회가 363개의 지방자치체으로 바뀌었고, 스레즈의 수는 15개로 줄었다(스레즈는 1966년에 폐지됨). 수년에 걸쳐 363개의 지방자치체는 1959년에 134개로, 1961년에 122개로, 1966년에 106개로 줄었다. 1984년 동계 올림픽을 앞두고 몇몇 새 사라예보 지방자치체가 설립되면서 지방자치체의 수는 109개로 약각 증가하였고, 이 수는 1992년까지 유지되었다.

#### 마케도니아 사회주의 공화국
1953년에 마케도니아 사회주의 공화국은 86개의 지방자치체와 7개의 스레즈로 나뉘었다. 1963년 유고슬라비아 헌법에 따라 스레즈의 공식 권한은 폐지되었고, 지방자치체의 수는 32개로 줄었다.

#### 슬로베니아 사회주의 공화국
1945년, 슬로베니아 연방 행정 구역에 관한 법률(Zakon o upravni razdelitvi federalne Slovenije)은 슬로베니아를 5개의 주(okrožje)로 분할하였는데, 류블랴나를 제외하고는 28개의 구(okraj)로 나뉘었으며, 구는 1583개의 군구(kraj)로 구성되어 있었다. 류블랴나 구역 마을은 10개의 쿼터(mestna četrt)로 나뉘었다. 1946년, 인민 위원회(ljudski odbor)는 다양한 행정 수준에서 기능하였다. 주는 1947년 헌법에 따라 폐지되었다. 1948년, 슬로베니아는 29개의 구와 1,264개의 군구로 나뉘었다. 1949년, 새로운 지역 행정 단위(oblast)가 설립되었는데, 총 4개(프리모르스카, 노바고리차, 마리보르, 류블랴나)가 존재하였다.
1952년 4월, 군구는 폐지되었다. 슬로베니아는 마을, 구, 지방자치체(군구을 대체하는 새로운 행정 구역)로 나뉘었으며, 19개의 구와 386개의 지방자치체(이 중 44개가 도시 지방자치체)가 있었다. 1955년, 지방자치체는 코무나(komuna)로 나뉘었고, 사회주의 사회의 기본 단위로 작동하였다. 지방자치체는 대부분의 권한을 잃었고, 그 수는 130개로 줄었다. 그 후 몇 년 동안 지방자치체는 일부 권력을 되찾았고, 1960년에는 그 수가 83개로 줄어들었다. 구의 수는 1960년 8개(첼레, 노바고리차, 코페르, 크란, 류블랴나, 마리보르, 무르스카소보타, 노보메스토)로, 1964년 4개(첼레, 코페르, 류블랴나, 마리보르)로 줄었고, 1965년 마침내 헌법에 의해 폐지되었다.
1963년 새 헌법이 제정되면서 지방자치체는 사회적, 정치적 공동체로 정의되었고, 자치권이 강화되었다. 또한 지역 사회(krajevna skupnost)는 기본적인 편의시설을 제공하고 직접 민주주의의 장소로서 기능하는 행정 구역으로 정의되었다. 단 4개의 구(첼레, 코페르, 류블랴나, 마리보르)만이 유지되었다. 지방자치체로 행정 구역이 안정적으로 확립되었고, 1994년까지 거의 변하지 않았다. 마을은 지방자치체로 구성된 것으로 정의되었다. 1974년 헌법은 지방자치체와 지역 사회의 자치권을 강화하였다.

## 같이 보기
- 대오스트리아 합중국
- 유고슬라비아
- 유고슬라비아 왕국
- 유고슬라비아 사회주의 연방공화국